# Бейли, Уилл
Уильям Джон Бейли (англ. Will Bayley; род. 17 января 1988, Ройал-Танбридж-Уэллс, Кент) ― британский теннисист-паралимпиец. Золотой призёр Летних Паралимпийских игр 2016 года и чемпионата мира 2014 года. Серебряный призёр Паралимпийских игр в 2012 и 2021 годах.

## Биография
Родился 17 января 1988 года в Ройал-Танбридж-Уэлс, Кент, Англия. Он родился с артрогрипозом, поражающим все его четыре конечности.
В семилетнем возрасте у него обнаружили рак. Во время выздоровления он начал играть в настольный теннис после того, как бабушка купила ему его первый теннисный стол.

## Спортивная карьера
В возрасте 12 лет вступил в клуб настольного тенниса Byng Hall в Танбридж-Уэллсе и стал играть за команду здоровых мужчин Кента. С 17 лет он жил и тренировался на постоянной основе в Английском институте спорта в Шеффилде.
Играл за сборную Великобританию на летних Паралимпийских играх 2008 года в Пекине, где был выбит из одиночного разряда по настольному теннису C7 в предварительном раунде после поражений от Йохена Вольмерта из Германии и Михаила Попова из Украины и единственной победы над Шумель Шур из Израиля. Он также участвовал в командном зачете C6-8 вместе с Полом Карабардаком и Дэвидом Уэзериллом, но они выбыли на стадии четвертьфинала.
В 2009 году он выиграл золотые медали на чемпионате Чехии и Германии, в 2010 году он выиграл золотые медали в Линьяно и Бразилии.
Бейли выиграл золотую медаль в одиночном разряде на чемпионате Европы 2011 года в Сплите, Хорватия. Также выиграл серебряную медаль в мужском командном зачете, играя вместе с Карабардаком. В конце 2011 года он был признан игроком года в Европе, а в январе 2012 года он занял первое место в мировом рейтинге.
Выиграл серебряную медаль на Летних Паралимпийских играх в Лондоне в 2012 году после поражения от Йохена Вольмерта из Германии в финале класса 7.
На летних Паралимпийских играх в Рио- 2016 Бейли стал чемпионом, победив домашнего фаворита бразильца Исраэля Перейру Стро.
Завоевал серебро на Паралимпийских играх в Токио-2020.

## Награды
- Член Ордена Британской империи (2017).[11]

## Танцы со звездами
С сентября 2019 года Бейли участвовал в телешоу «Танцы со звёздами» в паре с профессиональной танцовщицей Джанетт Манрара.
Их танец на песню Лукаса Грэма «7 лет» был посвящен пациентам и персоналу больницы на Грейт-Ормонд-стрит, где Бейли лечился от рака в возрасте семи лет. Майкл Хоган из Daily Telegraph сказал, что пара «… не оставила в доме ни единого сухого глаза после красивого современного танца босиком».
В конце октября 2019 года из-за травмы колена Бейли не смог выступить в этом телешоу. 30 октября было подтверждено, что он снялся с конкурса. Бейли сказал: «Я опустошен, мое путешествие в Strictly подошло к концу. Мне понравилось быть частью шоу».